# Todd Helton
Todd Lynn Helton (Knoxville, Tennessee, 20 de agosto de 1973), más conocido como Todd Helton, es un exjugador profesional estadounidense de béisbol que se desempeñó en la posición de primera base en las Grandes Ligas de Béisbol (MLB). Es miembro del Salón de la Fama del Béisbol.

## Carrera
Helton jugó como profesional 17 temporadas en Colorado Rockies (1997-2013), equipo en el que se retiró.

## Reconocimiento
En 2024, ingresó como miembro al Salón de la Fama del Béisbol.